# Modelorganisme
En modelorganisme er en ikke-menneskelig art, der studeres grundigt for at forstå bestemte biologiske fænomener med forventning om, at opdagelser gjort i modelorganismen vil give indsigt i, hvordan andre organismer fungerer.  Modelorganismer bruges i vid udstrækning til at undersøge menneskelige sygdomme, når menneskelige eksperimenter ville være umulige eller uetiske at udføre.
Denne strategi muliggøres af den fælles afstamning af alle levende organismer og bevarelsen af metaboliske og udviklingsmæssige processer og det genetiske materiale i løbet af evolutionen.

## E. coli
Der er mange modelorganismer. Et af de første modelsystemer inden for molekylærbiologien var bakterien Escherichia coli, en almindelig bestanddel af det menneskelige fordøjelsessystem. Flere af de bakterievira (bakteriofag), der inficerer E. coli har også været meget nyttige til undersøgelse af genstrukturer og genregulering (f.eks. fager som Lambdafag og Escherichia coli virus T4). Det diskuteres imidlertid, om bakteriofager skal klassificeres som organismer, fordi de mangler stofskifte og er afhængige af værtscellernes funktioner til formering.

## Udvalgte modelorganismer
Organismerne nedenfor er blevet modelorganismer, fordi de muliggør studiet af bestemte karakteristikker eller på grund af deres genetiske tilgængelighed. For eksempel var E. coli en af de første organismer, for hvilken genetiske teknikker transformation eller genetisk manipulation blev udviklet for.
For alle disse modelorganismer er deres genomer blevet sekventeret, inklusive deres mitokondrie-/kloroplast-genomer. Disse sekventerings-data findes i modelorganismedatabaser for at give forskere en portal, hvorfra de kan downloade sekvenser (DNA, RNA eller protein) eller for at få adgang til funktionel information om specifikke gener, for eksempel den subcellulære lokalisering af genproduktet eller dets fysiologiske rolle i organismen.
|                    | Modelorganisme                         | Dansk navn                        | Uformel klassifikation | Anvendelse (eksempler) |
| ------------------ | -------------------------------------- | --------------------------------- | ---------------------- | --- |
| Virus              | Phi X 174                              | ΦX174                             | Virus                  | evolution |
| Prokaryot          | Escherichia coli                       | E. coli                           | Bakterie               | bakteriel genetik, metabolisme                                                                                                 |
| Eukaryot, encellet | Dictyostelium discoideum               |                                   | Amøbe                  | immunologi, interaktioner mellem vært og patogen                                                                               |
| Eukaryot, encellet | Saccharomyces cerevisiae               | Ølgær Bagegør                     | Gærsvamp               | celledeling, organeller, osv.                                                                                                  |
| Eukaryot, encellet | Schizosaccharomyces pombe              |                                   | Gærsvamp               | cellens cyklus, cytokinese, kromosombiologi, telomerer, DNA metabolism, organiseringen af cytoskelettet, industriel anvendelse |
| Eukaryot, encellet | Chlamydomonas reinhardtii              |                                   | Alge                   | hydrogenproduktion |
| Eukaryot, encellet | Tetrahymena thermophila, T. pyriformis |                                   | Ciliat                 | undervisning, biomedicinsk forskning                                                                                           |
| Eukaryot, encellet | Emiliania huxleyi                      |                                   | Plankton               | havoverfladens temperatur |
| Plante             | Arabidopsis thaliana                   | Almindelig gåsemad                | Dækfrøet plante        | populationsgenetik |
| Plante             | Physcomitrella patens                  | Bulet muddermos                   | Mos                    | bioteknologi |
| Plante             | Populus trichocarpa                    | Vestamerikanst Balsampoppel       | Træ                    | tørketolerence, ligninbiosyntese, veddannelse, plantebiologi, morfologi, genetik, and økologi                                  |
| Dyr, hvirvelløse   | Caenorhabditis elegans                 | Nematode, rundorm                 | Orm                    | differentiering, udvikling |
| Dyr, hvirvelløse   | Drosophila melanogaster                | Bananflue                         | Insekt                 | udviklingsbiologi, parkinsons sygdom hos mennesker                                                                             |
| Dyr, hvirvelløse   | Callosobruchus maculatus               |                                   | Insekt                 | udviklingsbiologi |
| Dyr, Hvirvel-      | Danio rerio                            | Zebrafisk                         | Fisk                   | embryonisk udvikling |
| Dyr, Hvirvel-      | Fundulus heteroclitus                  |                                   | Fisk                   | hormoners effekt på adfærd |
| Dyr, Hvirvel-      | Nothobranchius furzeri                 |                                   | Fisk                   | aldring, sygdom, evolution |
| Dyr, Hvirvel-      | Oryzias latipes                        |                                   | Fisk                   | fiskebiologi, kønsbestemmelse                                                                                                  |
| Dyr, Hvirvel-      | Anolis carolinensis                    | Grøn anole                        | Reptil                 | reptilbiologi, evolution |
| Dyr, Hvirvel-      | Mus musculus                           | Husmus                            | Pattedyr               | sygdomsmodeller hos mennesker                                                                                                  |
| Dyr, Hvirvel-      | Gallus gallus                          | Bankivahøne                       | Fugl                   | embryonisk udvikling og organogenese                                                                                           |
| Dyr, Hvirvel-      | Taeniopygia castanotis                 | Zebrafinke                        | Fugl                   | stemmeindlæring, neurobiologi                                                                                                  |
| Dyr, Hvirvel-      | Xenopus laevis Xenopus tropicalis      | Afrikansk sporefrø Lille sporefrø | Padde                  | embryonisk udvikling |